# Japanische Hainbuche

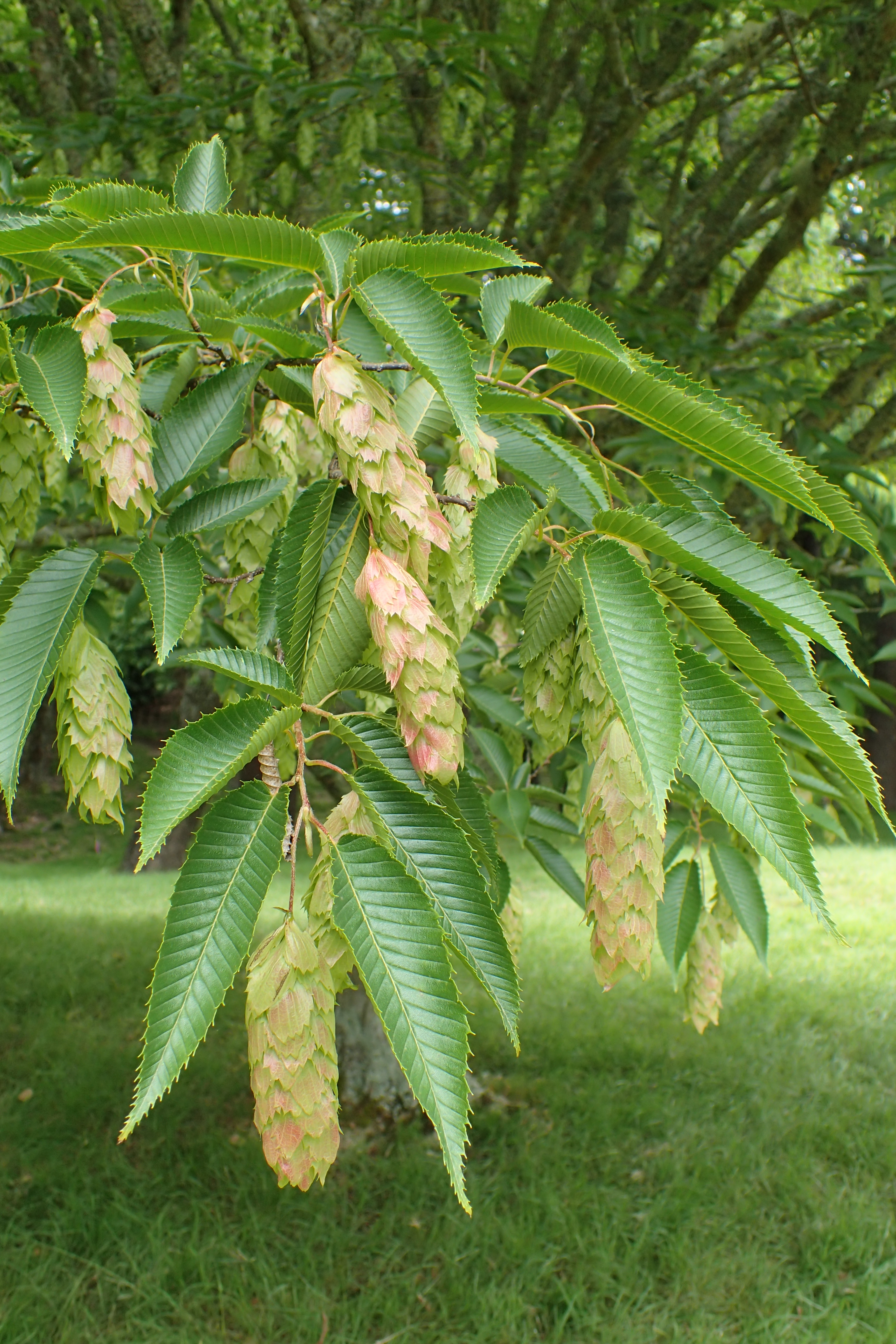
Fruchtstände und Blätter

Die Japanische Hainbuche (Carpinus japonica) ist eine Pflanzenart, die zur Gattung der Hainbuchen (Carpinus) aus der Familie der Birkengewächse (Betulaceae) gehört. Sie ist in Japan heimisch, wo sie als Kumashide (jap. 熊四手) bekannt ist. Der Baum ist in Mitteleuropa nur sehr selten in Sammlungen und großen Gärten zu finden.

## Beschreibung
Die Japanische Hainbuche wächst als laubabwerfender Baum und erreicht Wuchshöhen von bis über 10 Meter. Der Stammdurchmesser erreicht über 40 Zentimeter. Die relativ glatte und leicht rissige Rinde ist gräulich bis bräunlich. Die Rinde der Zweige ist rot und behaart. 
Die wechselständigen, kurz gestielten, 5 bis 13 cm langen, eiförmigen bis -lanzettlich und zugespitzten Laubblätter sind spitzig einfach bis doppelt gesägt mit nach vorn gerichteten Zähnen. Die Basis ist abgerundet bis leicht herzförmig. Jedes Blatt besitzt 20 bis 24 Paare paralleler Nerven. Oberseits ist die Spreite auf der Mittelader und unterseits auf den Adern behaart. Der Blattstiel ist feinhaarig.
Die Japanische Hainbuche ist einhäusig monözisch. Der hängende, kurze und eingeschlechtliche, vielblütige Fruchtstand besteht aus einigen Bündeln einwärts gebogener, grob gezähnter Tragblätter (Brakteen) an den die Blüten sitzen, die zunächst blassgrün sind und sich im August karminrosa färben. Die Früchte sind kleine Nüsschen mit flügeligen Vorblättern.
Die Chromosomenzahl beträgt 2n = 16.

## Systematik
Die Erstbeschreibung durch den deutsch-holländischen Botaniker Carl Ludwig Blume ist 1851 veröffentlicht worden.